# Piotr Wrangel
Piotr Nikołajewicz Wrangel (ros. Пётр Николаевич Врангель; ur. 15 sierpnia?/27 sierpnia 1878 w Nowoaleksandrowsku, zm. 25 kwietnia 1928 w Brukseli) – rosyjski wojskowy i polityk niemieckiego pochodzenia w stopniu generała porucznika Armii Imperium Rosyjskiego. W 1920 dowódca Sił Zbrojnych Południa Rosji oraz Armii Rosyjskiej. Po wyjeździe z Rosji stał się jednym z najważniejszych działaczy białej emigracji.

## Życiorys
Pochodził z rodziny Niemców bałtyckich. Na początku I wojny światowej jako rotmistrz dowodził dywizjonem kawalerii. Za stoczoną 6 sierpnia 1914 bitwę pod Kraupischken w Prusach Wschodnich otrzymał 13 października Order Świętego Jerzego. W grudniu 1914 awansowany do stopnia pułkownika. W październiku 1915 przeniesiony na Front Południowo-Zachodni i mianowany dowódcą 1 Pułku Kozaków Zabajkalskich. Walczył w Galicji, m.in. podczas ofensywy Brusiłowa. W styczniu 1917 awansowany do stopnia generała majora, a w lipcu mianowany dowódcą 7 Dywizji Kawalerii. Za walki nad Zbruczem otrzymał Krzyż Zasługi Wojskowego Orderu Świętego Jerzego.
W styczniu 1918 został w Jałcie aresztowany przez bolszewików. Po uwolnieniu przystąpił do „białych”. Był jednym z ich najznakomitszych dowódców podczas wojny domowej – w czerwcu 1919 zdobył Carycyn. Wśród bolszewików zyskał pseudonim „czarny baron” (ze względu na noszoną przez niego czarną czerkieskę). Od 4 kwietnia 1920 Głównodowodzący Sił Zbrojnych Południa Rosji, twórca Rządu Południa Rosji. Był reformatorem „białego” ruchu, jego rząd przeprowadził na obszarach pod swoją kontrolą reformę rolną, oddającą chłopom ziemię (na Krymie i w tzw. Taurydzie Północnej). Odstąpił od idei „jednej i niepodzielnej Rosji”, której trzymali się Aleksander Kołczak i Anton Denikin. W lipcu 1920 r. z pomocą chłopów wyszedł z Krymu i zajął zagłębie donieckie. Desantami próbował opanować Kubań. We wrześniu ponownie operował już tylko na Krymie.
Piotr Wrangel uważał, że przyszła Rosja powinna być dobrowolną federacją narodów byłego imperium carów. Uznał prawo do niepodległości Polski i Ukrainy. Nie chciał, by swoje państwo mieli Tatarzy krymscy oraz Kozacy dońscy, kubańscy, terscy i astrachańscy. Skutecznie bronił Krymu przed Armią Czerwoną od kwietnia do listopada 1920, wykorzystując jej maksymalne zaangażowanie na frontach wojny polsko-bolszewickiej. Do walki z bolszewikami chciał wykorzystać Armię Powstańczą Nestora Machny. Jednak próby nawiązania sojuszu nie powiodły się. Po rozejmie polsko-bolszewickim (który według niego był zdradą walczących na Krymie białogwardzistów) uległ przeważającym siłom Armii Czerwonej prowadzącym operację perekopsko-czongarską i ewakuował większość kadr swojej armii do Konstantynopola. Położyło to faktyczny kres wojnie domowej białych z czerwonymi.
Po opuszczeniu Rosji przebywał początkowo w Stambule, skąd w 1922 przeniósł się do Królestwa SHS, gdzie mieszkał do 1927 (w Sremskich Karlovcach) wraz z żoną i dziećmi. Na emigracji stał na czele Rosyjskiego Związku Ogólnowojskowego (ROWS). Zmarł nieoczekiwanie 25 kwietnia 1928 w Brukseli, gdzie został tymczasowo pochowany. Oficjalnie przyczyną śmierci była gruźlica, co stwierdził jego osobisty lekarz prof. I. Aleksinski, który wyjaśniając dodał, że jego pacjent zapadł na gruźlicę kilka lat wcześniej, co przyczyniło się do wycieńczenia organizmu i przedwczesnego zgonu. Jednak rodzina Wrangla utrzymywała, że został on otruty przez brata jego sługi, który przez pewien okres przed śmiercią Wrangla mieszkał w jego domu, a był jednocześnie agentem bolszewickim. W rok później jego zwłoki zostały przewiezione do Jugosławii i 6 października 1929 pochowane w cerkwi Św. Trójcy w Belgradzie. 

## Upamiętnienie
- W radzieckiej piosence „Biała Armia, Czarny Baron” odgrywa rolę białogwardyjskiego, burżuazyjnego przywódcy, chcącego przejąć władzę w Rosji.
- 9 października 1998, dekretem szefa administracji obwodu rostowskiego, Dom Wrangla w Rostowie nad Donem został objęty ochroną państwa jako obiekt dziedzictwa kulturowego o znaczeniu regionalnym[2].
- W 2007 w Sremskich Karlovcach w Serbii odsłonięto jego pomnik dłuta rosyjskiego rzeźbiarza Wasilija Azemsza[3]. Powstał on dzięki staraniom Rosyjskiego Kościoła Prawosławnego poza granicami Rosji oraz Ministerstwa Kultury Federacji Rosyjskiej[4].
- W 2009 pomnik generała Wrangla został odsłonięty w rejonie jezioroskim na Litwie[5].
- W 2014 we wsi Uljanowo w obwodzie królewieckim odsłonięto poświęconą mu tablicę pamiątkową.
- W 2016 w Kerczu, na okupowanym Krymie, odsłonięto pomnik poświęcony generałowi, autorstwa rzeźbiarza Andrieja Kłykowa[6].
- W 2017 ustanowiono Nagrodę Literacką i Artystyczną im. generała lejtnanta barona P. N. Wrangla[7].

## Galeria

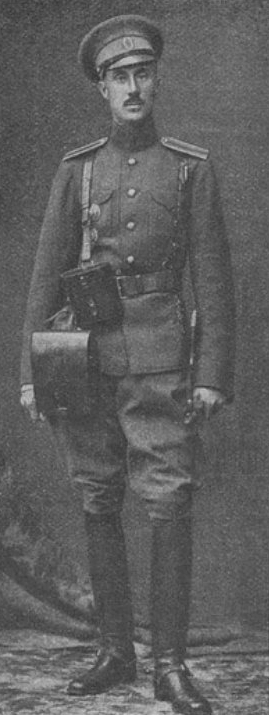
Piotr Wrangel w 1914
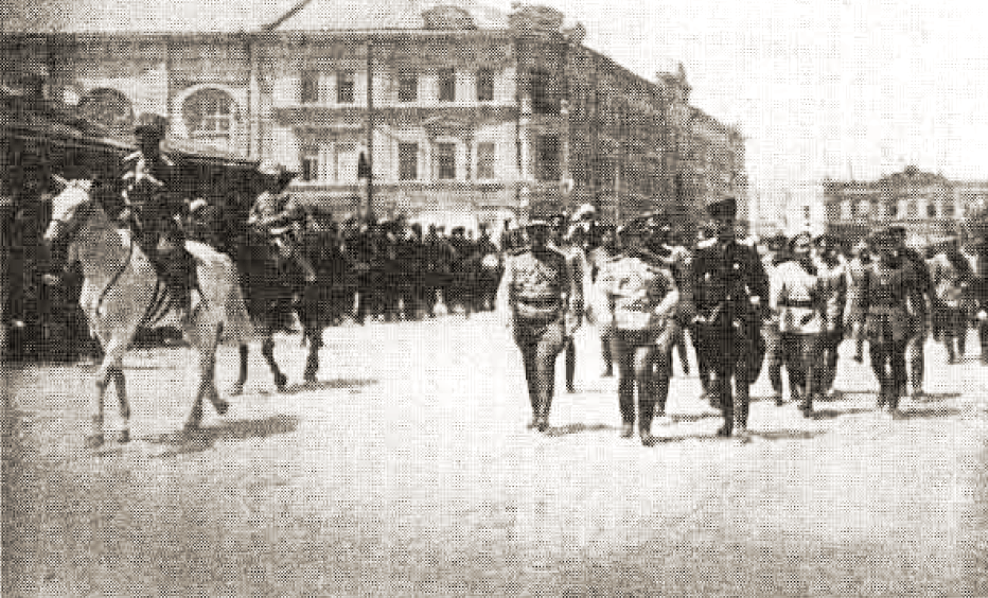
Generałowie Wrangel i Denikin wkraczający do Carycyna w 1919
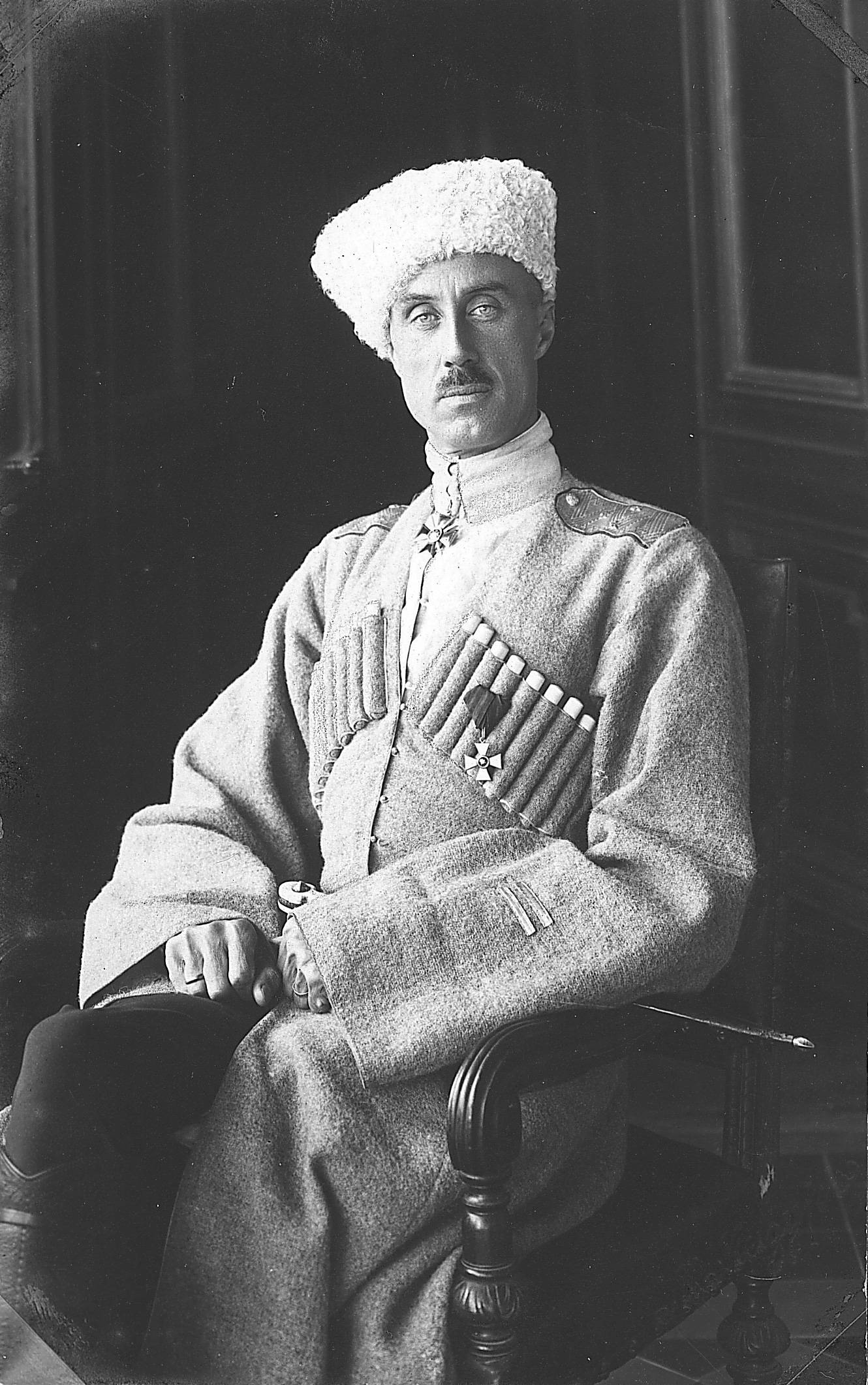
Piotr Wrangel w 1920
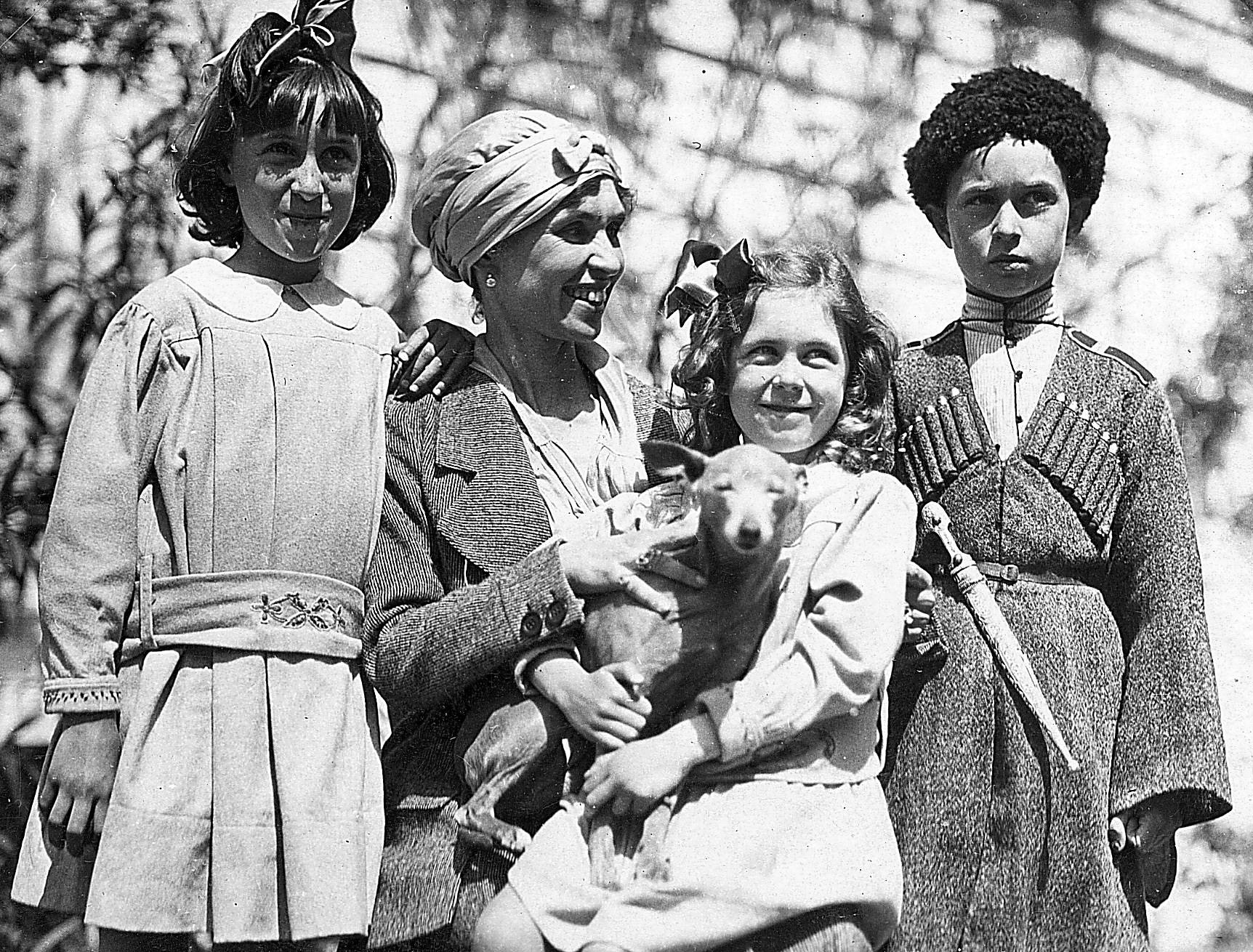
Rodzina Piotra Wrangla w 1920
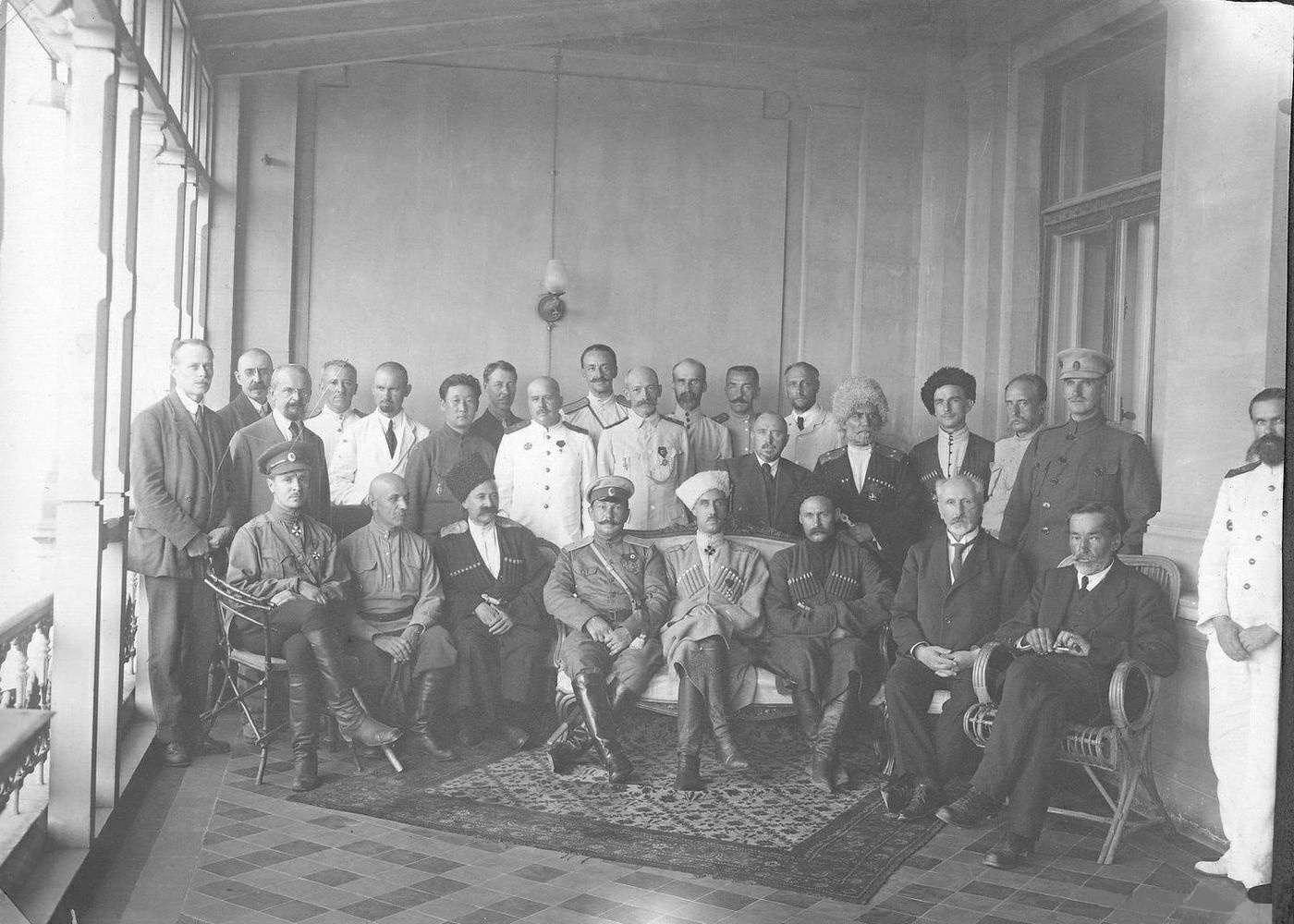
Piotr Wrangel na czele Rządu Południa Rosji w kwietniu 1920
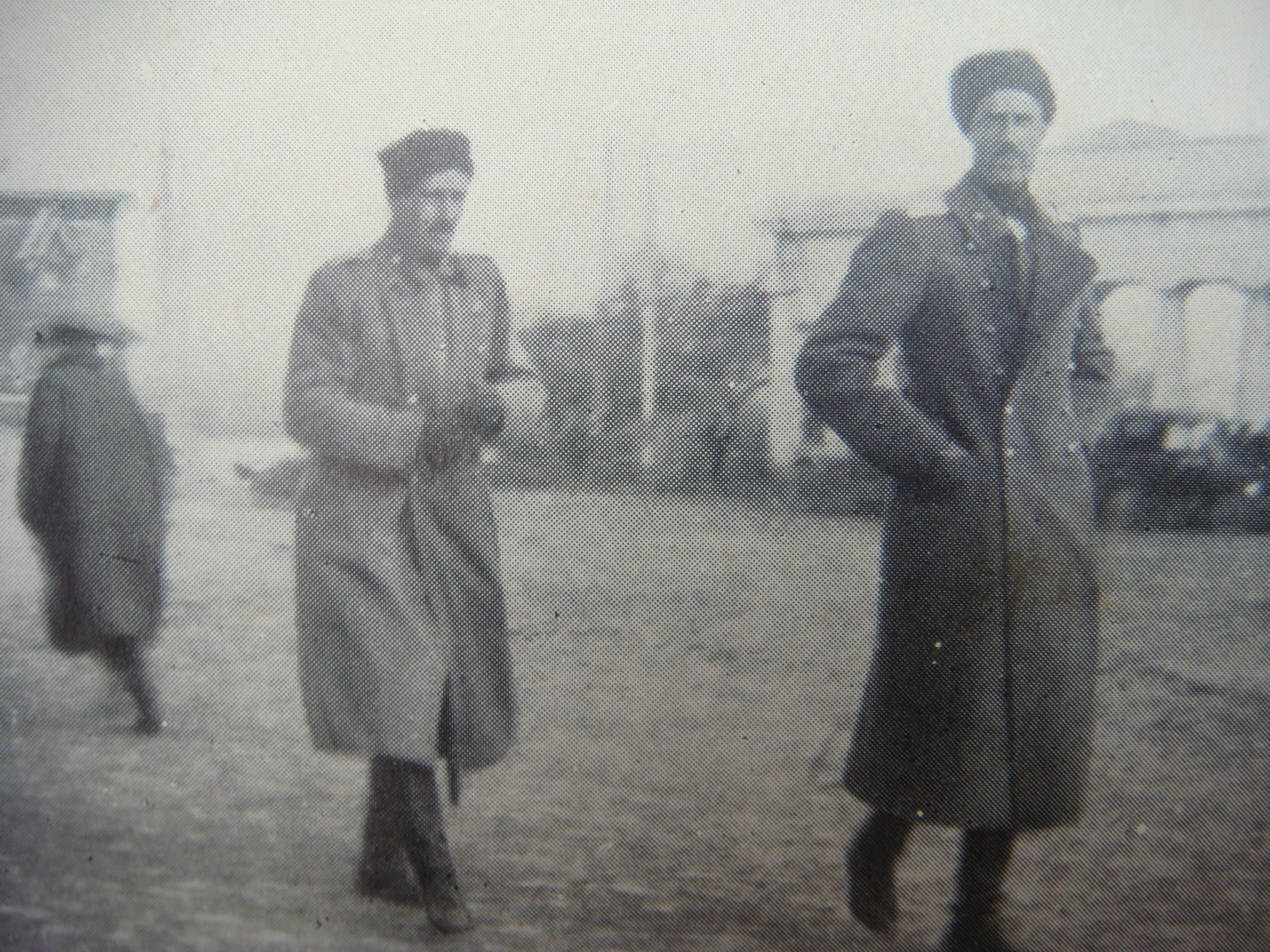
Generał Wrangel w Sewastopolu w listopadzie 1920
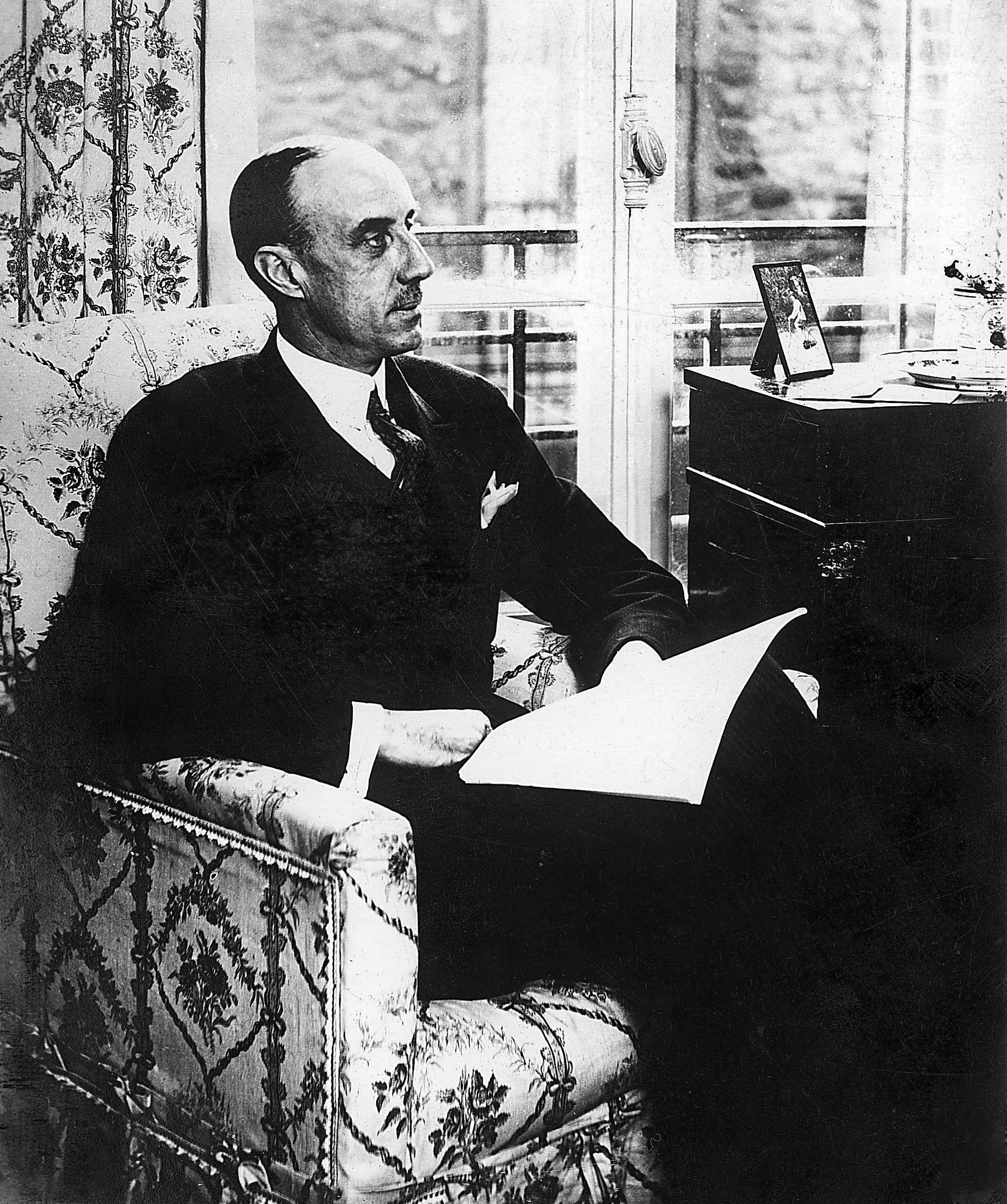
Piotr Wrangel w Paryżu w 1927
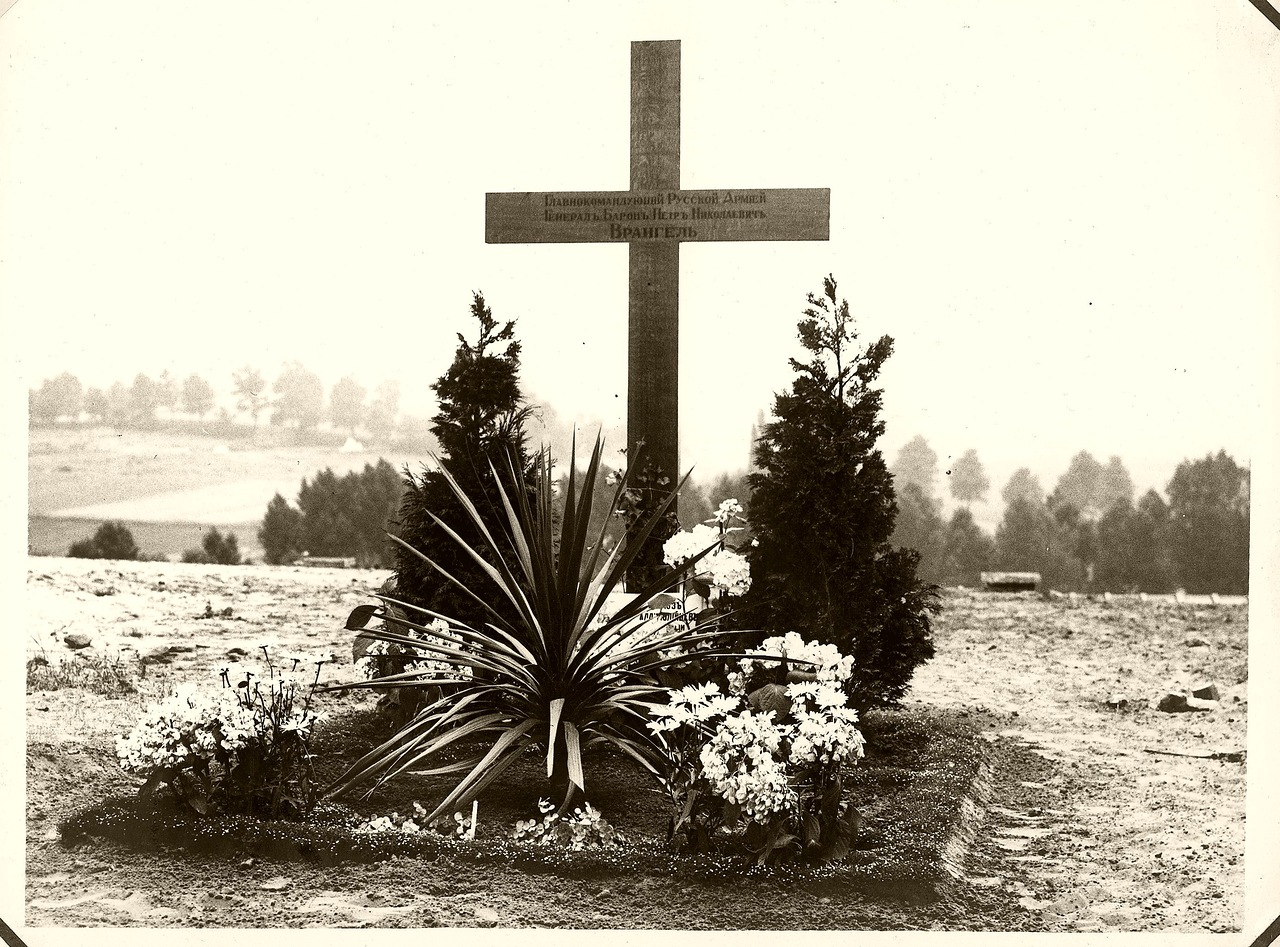
Grób Wrangla na cmentarzu w Brukseli
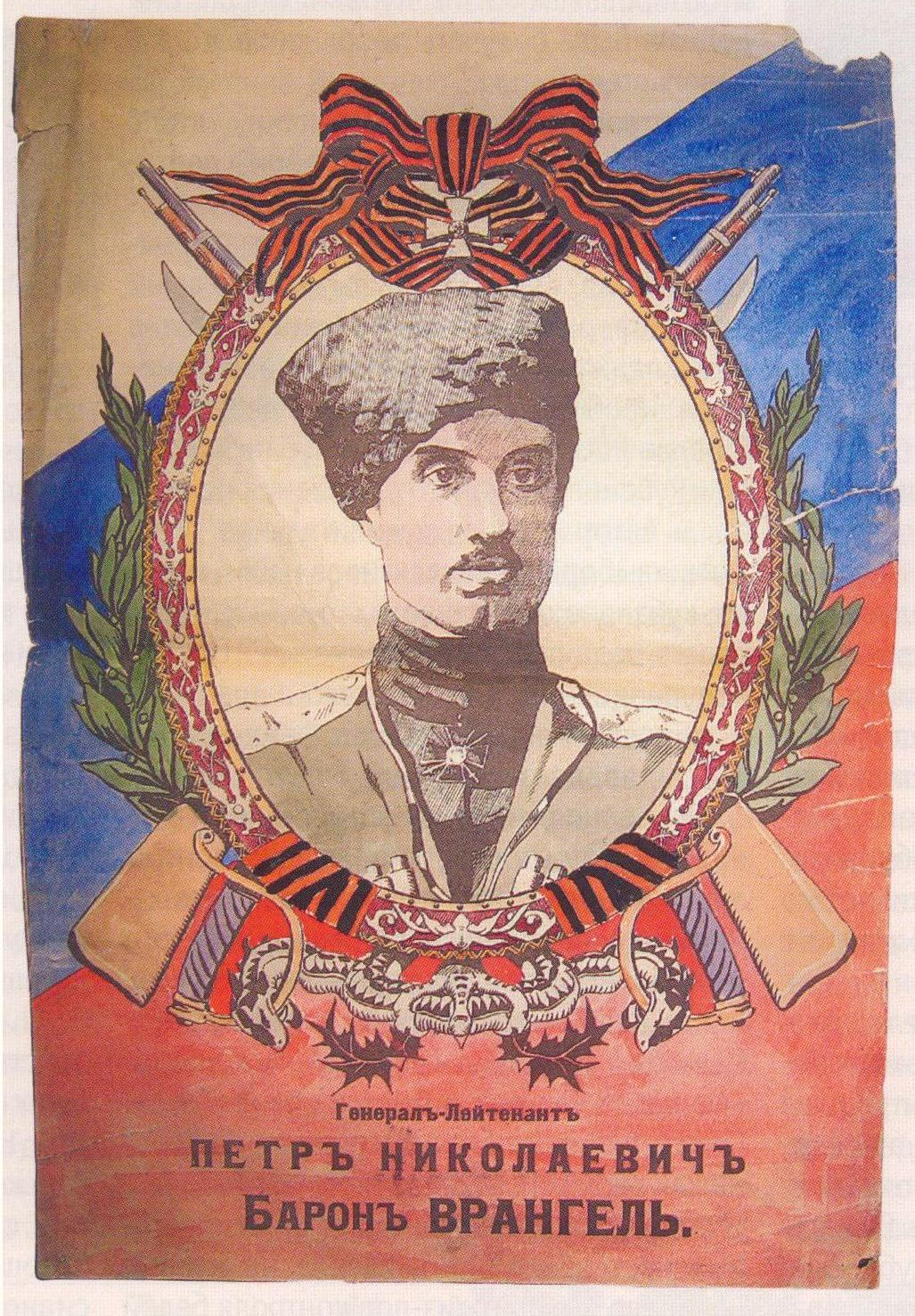
Plakat propagandowy z wizerunkiem generała Wrangla z 1919
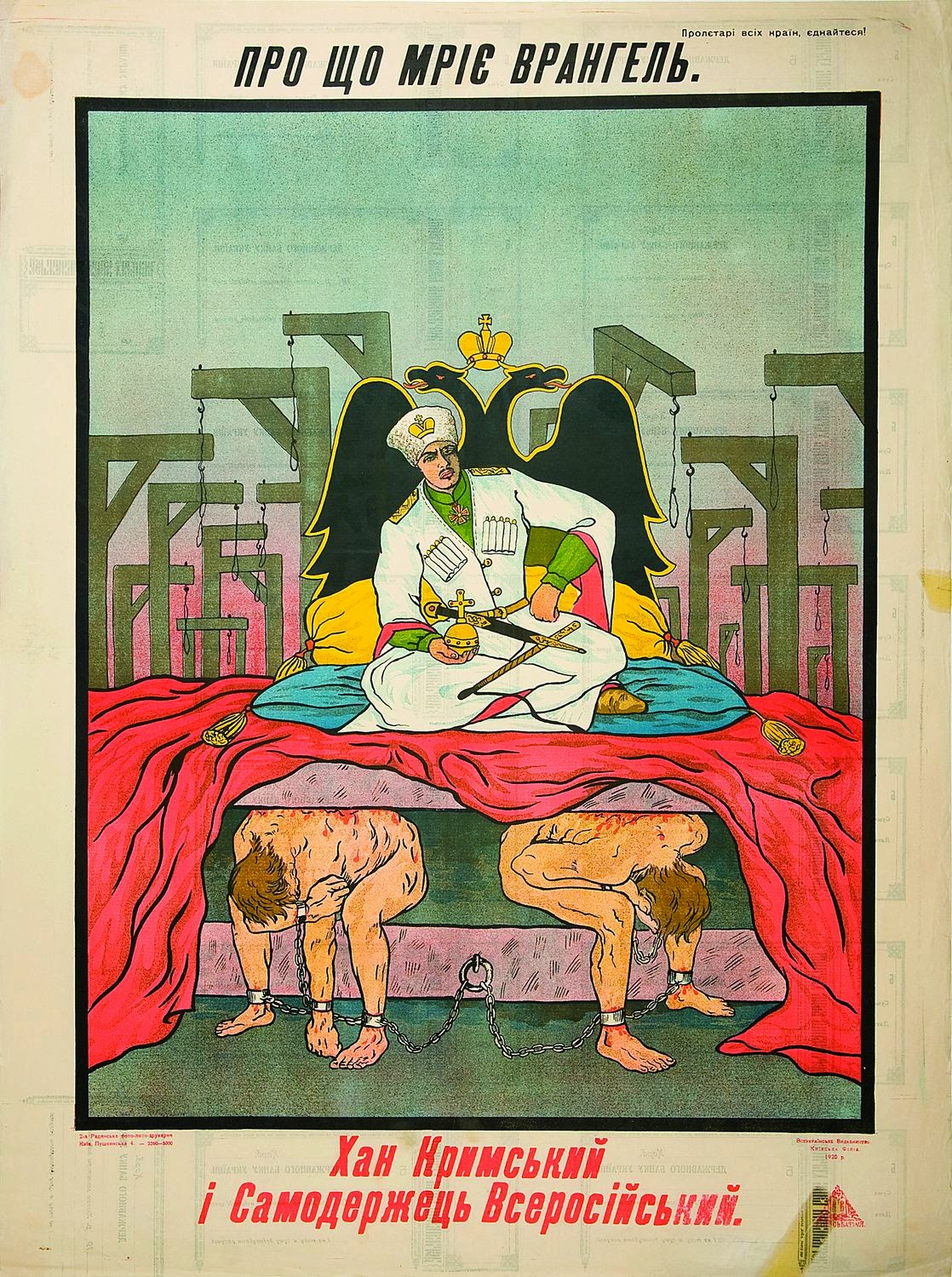
Piotr Wrangel na bolszewickim plakacie propagandowym z 1920
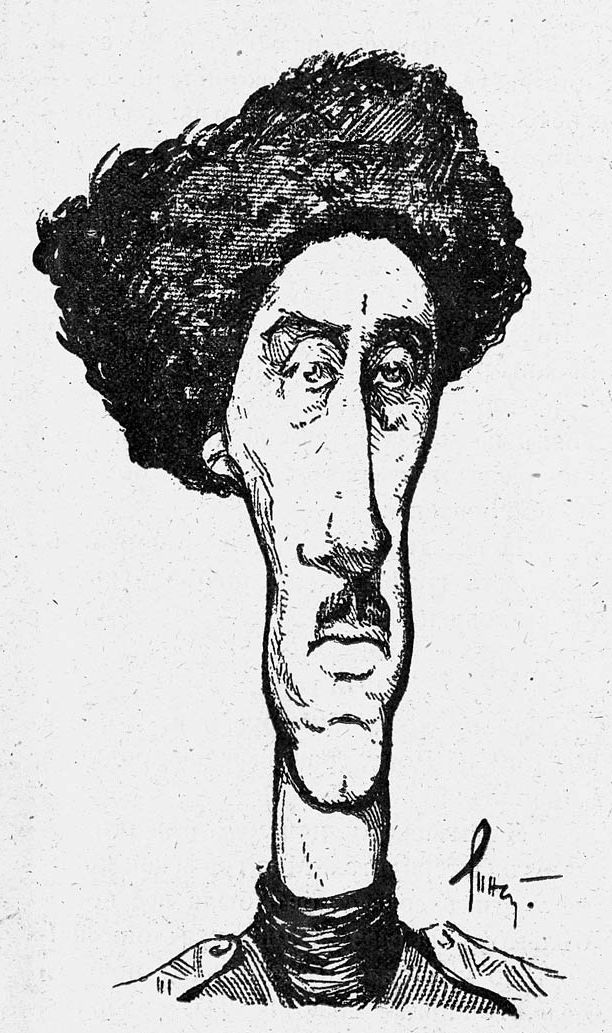
Piotr Wrangel na karykaturze
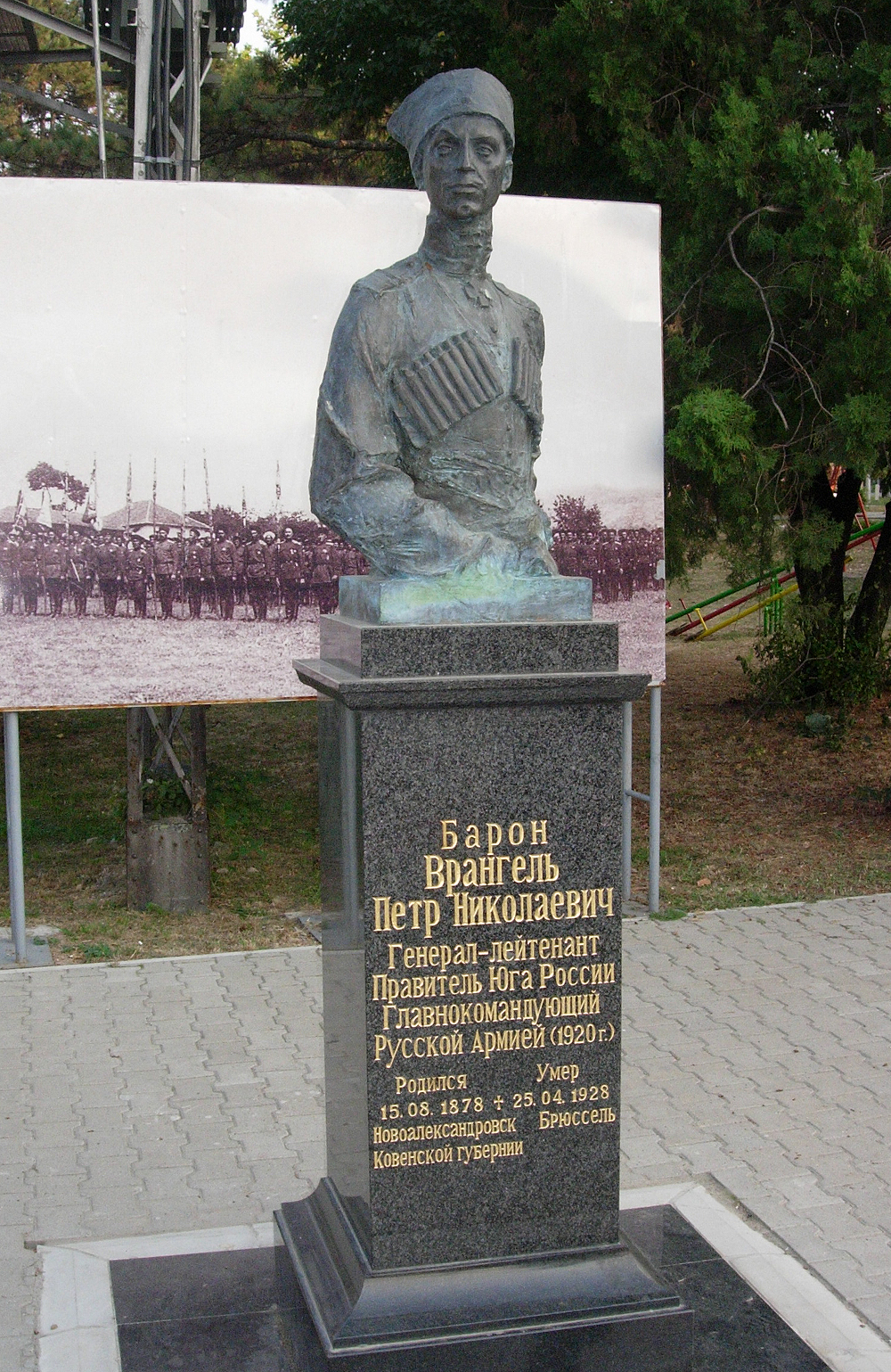
Pomnik Piotra Wrangla w Sremskich Karlovcach
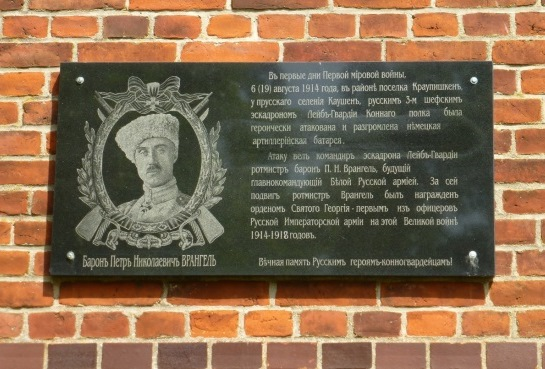
Tablica pamiątkowa poświęcona generałowi Wranglowi w Uljanowie w obwodzie królewieckim